# Dasyrhicnoessa aquila
Dasyrhicnoessa aquila är en tvåvingeart som beskrevs av Lorenzo Munari 2002. Dasyrhicnoessa aquila ingår i släktet Dasyrhicnoessa och familjen Canacidae.
Artens utbredningsområde är Pitcairnöarna. Inga underarter finns listade i Catalogue of Life.